# کارگاه (سنگنوردی)
به مطمئن ترین نقطه اتکا که بیشترین قابلیت تحمل فشار ، ضربه و شوک های ناگهانی ناشی از عمل سنگنوردی و کوهنوردی یا یخ و برف را داشته باشد کارگاه میگویند

## انواع کارگاه

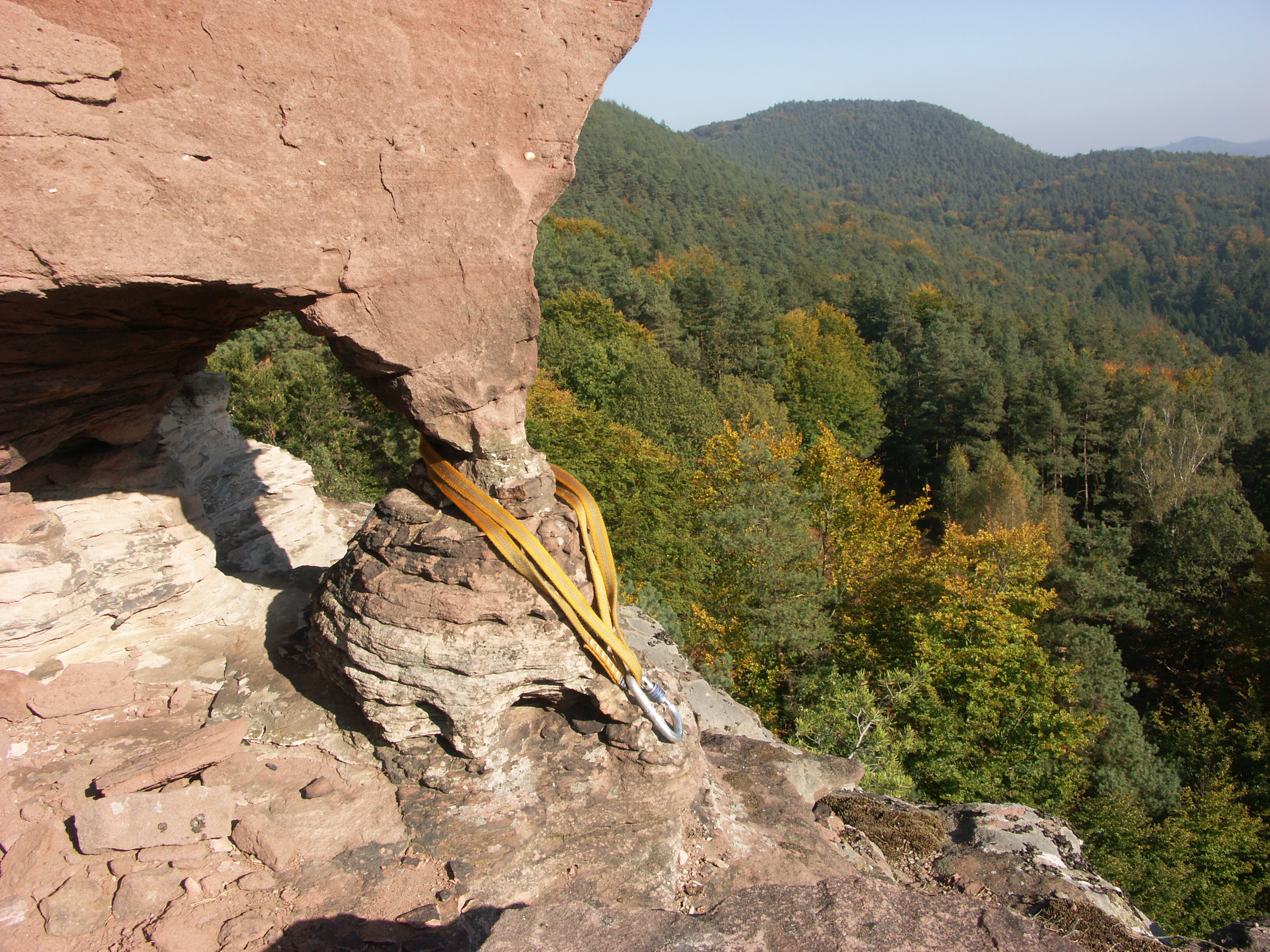
یک کارگاه طبیعی با استفاده از یک اسلینگ (نوار) و کارابین.

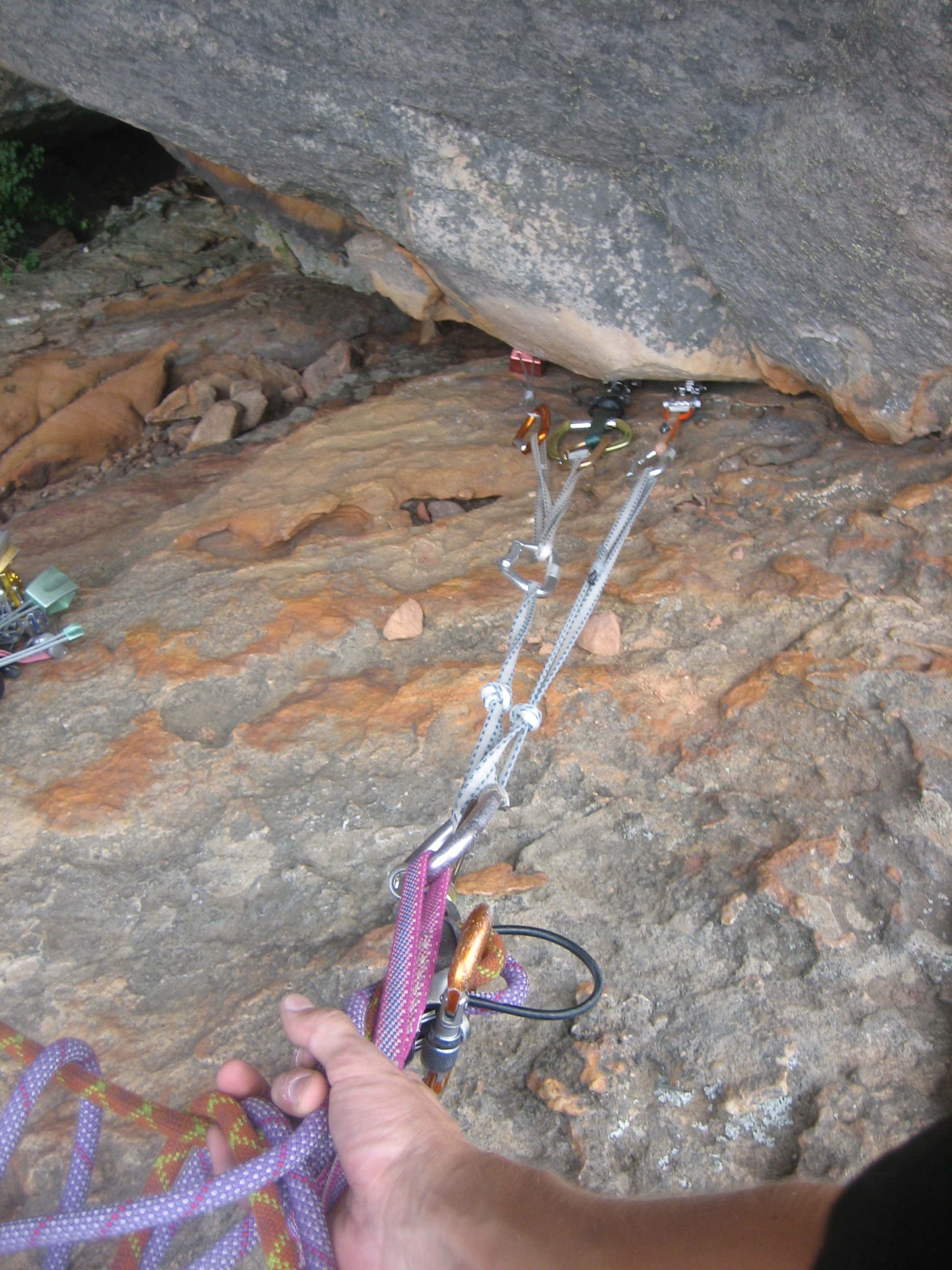
یک کارگاه مصنوعی با استفاده از ابزارهای میانی.

بسته به نوع سطح صعود ابزارهای متنوعی برای نصب کارگاه وجود دارد که می‌تواند بنا به شرایط استفاده شود. برای نصب کارگاه می‌توان از عوارض طبیعی مانند تنه درختان ریشه‌دار یا سنگ‌های بزرگ و ریشه‌دار (نوک سنگ‌ها یا بلوک سنگ‌ها) یا ابزارهای میانی مصنوعی مانند فرند، کیل (شفت)، میخ و پیچ‌های مخصوص استفاده کرد.

### کارگاه طبیعی
یک کارگاه طبیعی یک نقطهٔ طبیعی ایمن است که می‌تواند با استفاده از ابزاری مانند اسلینگ یا لنیارد به عنوان محل کارگاه صعود و فرود مورد استفاده قرار گیرد. به عنوان نمونه می‌توان از تنهٔ درختان، منقار سنگ‌ها، بلوک سنگ‌ها و کمرهٔ صخره‌ها به عنوان محل‌های مناسب برپایی کارگاه طبیعی یاد کرد.

### کارگاه مصنوعی
کارگاه مصنوعی عبارت است از نقطه‌ای که توسط انسان روی سطح مورد نظر ایجاد می‌شود. به این منظور می‌توان از میخ و پیچ‌ها مخصوص و ابزارهای میانی مانند فرند، کیل (شفت)، ترای‌کم و بال‌نات استفاده کرد. کارگاه‌های طبیعی می‌توانند دائمی یا قابل جمع‌آوری باشند.

### کارگاه ترکیبی یا مرکب
کارگاهی است که استفاده از ابزار طبیعی و مصنوعی ایجاد می‌شود. کارگاه‌ها از لحاظ حالت استقرار به ۳ دسته تقسیم می‌شوند:
1. کارگاه راحت: کارگاه بر روی یک سکو تعبیه شده‌است و حمایتچی می‌تواند به راحتی در آن نسته یا بایستد.
2. کارگاه نیم راحت:حمایتچی می‌تواند یک پا یا بخشی از بدن خود را به اطراف تکیه دهد.
3. کارگاه معلق:حمایتچی کاملاً در هوا معلق است یا تمام وزن او بر روی کارگاه منتقل شده‌است.